# Etruscheria

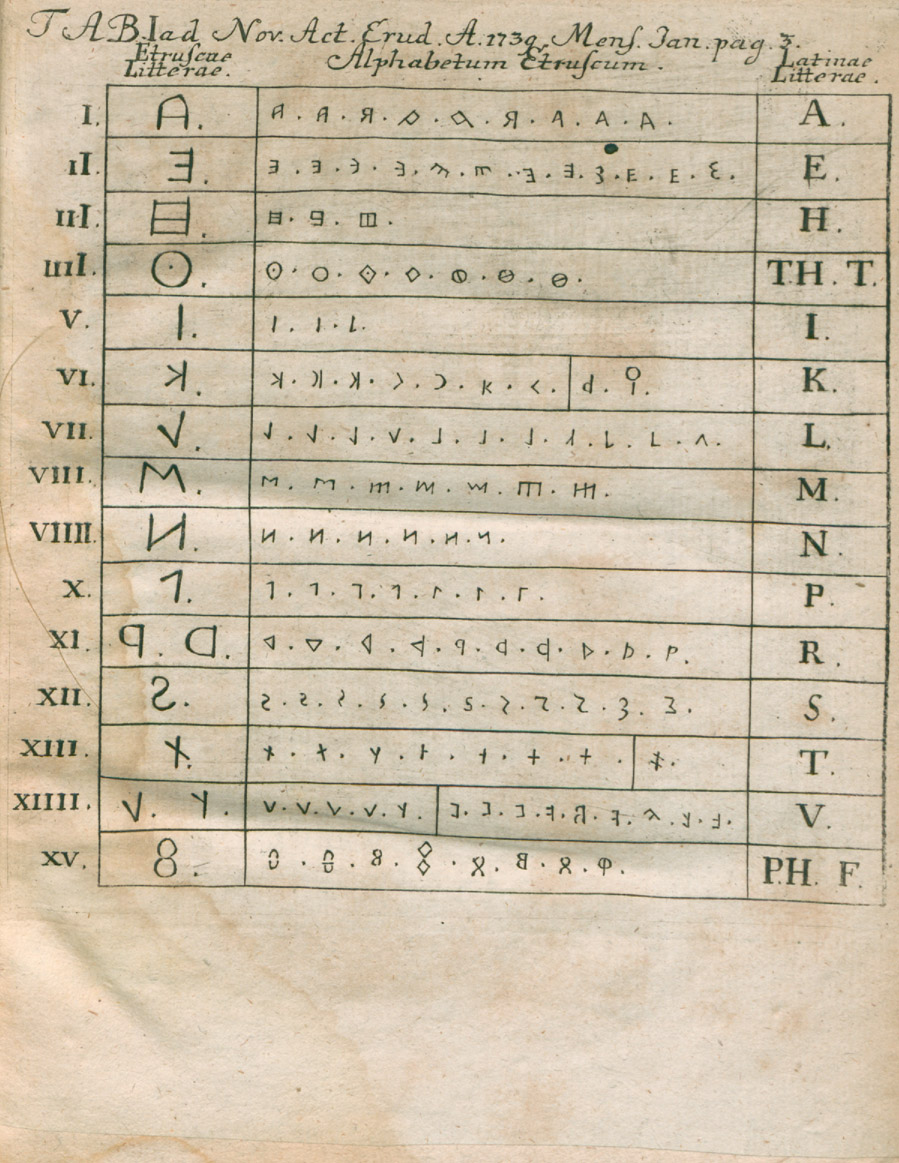
Tavola illustrata con alfabeto etrusco pubblicata negli Acta Eruditorum del 1739. Nel volume compare la recensione del Museum Etruscum.

L'etruscheria è un fenomeno della cultura italiana nato nel Settecento: riguarda un'ossessione sul popolo etrusco, un'eccessiva curiosità sulle origini, lingua e costumi degli etruschi. Principali esponenti dell'"etruscomania" furono monsignor Mario Guarnacci di Volterra, Anton Francesco Gori, Giovanni Maria Lampredi, Giovanni Lami, Giovan Battista Passeri.
Questo fervore erudito, considerata alla stregua di una rovinosa "mania" della cultura italiana dell'epoca,, ebbe fine grazie all'opera di studiosi come Luigi Lanzi, Winckelmann, e Karl Otfried Müller.

## Storia
Il fenomeno esplode con la pubblicazione del De Etruria Regali dell'umanista scozzese Thomas Dempster, scritto su incarico di Cosimo II de' Medici nel XVII secolo. L'opera di Dempster non venne però subito pubblicata, in quanto non ottenne il necessario imprimatur di Cosimo. Nel secolo successivo, un altro inglese, il bibliofilo Thomas Coke, futuro conte di Leicester, acquistò il testo di Dempster che era nel frattempo stato acquistato da un letterato fiorentino, Anton Maria Salvini. Coke decise di pubblicarlo e l'edizione fu curata da Filippo Buonarroti. Questo libro diede inizio all'interesse degli inglesi per gli Etruschi, interesse esploso poi nel '700 che coinvolse studiosi italiani e stranieri. 

## Manifestazioni
All'interno del fenomeno occorre distinguere due nature distinte.

### Etruscomania campanilistica
Una prima componente, di matrice campanilistica, tendeva ad attribuire agli Etruschi acquisizioni culturali, invenzioni, e manufatti artistici a essi estranei o non pertinenti. Per giustificare tali inferenze storico-archeologiche, si ricorreva con disinvoltura alla distorsione delle fonti. Esponenti di questa corrente furono Mario Guarnacci da Volterra, Giovanni Battista Piranesi (con l'anti-ellenismo romanocentrico ed etruscocentrico espresso nelle sue opere teoriche), e Giovan Battista Passeri che tendeva a ricondurre ogni manifestazione artistica (come, ad esempio, i ritrovamenti poi ascritti alla ceramica greca), nell'alveo della civiltà etrusca. Questo atteggiamento culturale campanilista aveva un precedente storico di fine Quattrocento, rappresentato nella vicenda delle ingegnose falsificazioni storiche fabbricate da Annio da Viterbo, da lui riversati nella colossale opera degli Antiquitatum variarum volumina XVII.

### Diatriba sulla lingua
Un secondo filone della mania etrusca si rivolse non solo ai prodotti architettonici e artistici, ma  anche agli studi linguistici e vide coinvolti figure di antiquari di spicco come Scipione Maffei e Anton Francesco Gori. I problemi principali di questo interesse linguistico riguardavano la classificazione della lingua etrusca e del suo alfabeto, secondo il quadro di conoscenze dell'epoca. In tale ambito, si fronteggiavano due opposte prese di posizione. La prima tendenza, facente capo a Scipione Maffei, pretendeva di inserire la genealogia linguistica dell'etrusco nell'ambito delle lingue semitiche e aramaiche. La seconda teoria, facente capo al Gori, pretendeva di inserire l'etrusco tra le lingue classiche (latino e greco antico). La divergenza di idee, e l'acribia delle tesi contrapposte, trasformò la linguistica etrusca in un poco proficuo terreno di scontro e di aspra polemica, che ebbe l'ulteriore effetto di distogliere un interesse più serio da parte di scienziati della seconda metà del secolo.

## Valore culturale e ripercussioni

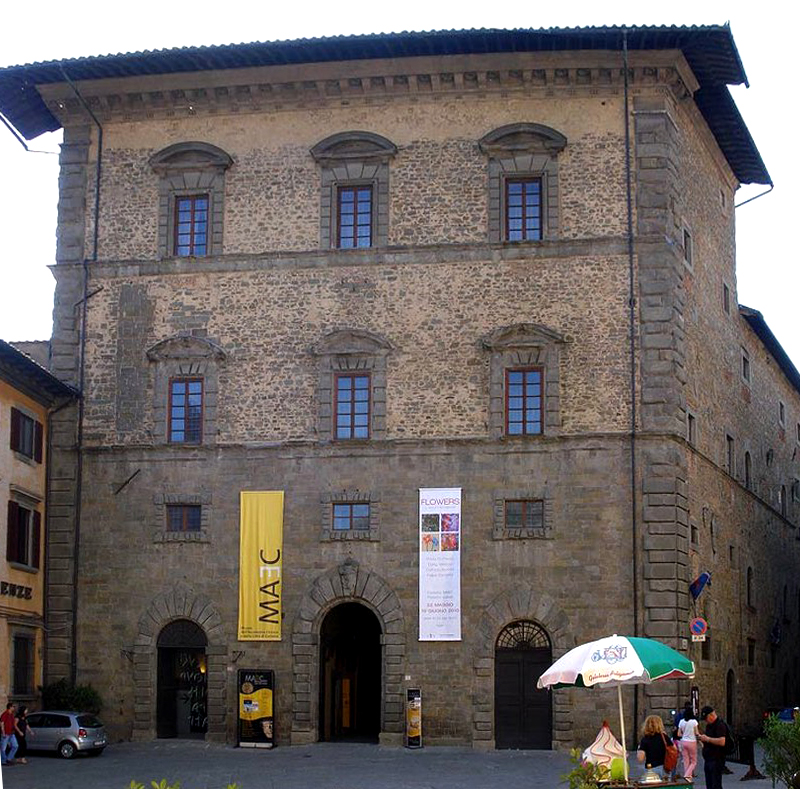
La sede del Museo dell'Accademia Etrusca a Cortona

L'etruscheria non è storiografia né archeologia, perché gli etruscomani non hanno la pretesa di interpretare le fonti antiche: nel caso migliore sono assimilabili a degli antiquari e a dei "cercatori" di oggetti. Ancor più negativo è il giudizio sul valore culturale della già citata opera di asservimento della lettura delle fonti all'intento ideologico del campanilismo e dell'anti-ellenismo.
Sostanzialmente sterile e dannosa è da considerare anche l'asprezza dei modi e dei toni con cui si manifestarono le diatribe: la virulenta polemica sulla genealogia linguistica, ad esempio, oltre all'intrinseca sterilità, ebbe l'effetto ulteriore di alienare l'interesse di molti studiosi di etruscologia della seconda metà del XVIII secolo.
Arnaldo Momigliano, storico dell'antichità e studioso della storiografia antica, scrisse che "l'etruscologia fu per un secolo una forza disgregatrice, una reale malattia della cultura italiana", finché non fu debellata da Karl Otfried Müller. Un ruolo importante ebbe l'opera di Luigi Lanzi e la pubblicazione della Geschichte der Kunst des Altertums di Johann Joachim Winckelmann (ca. 1763) in cui si tentava, sulla base di un repertorio di evidenze archeologiche "sospette" o ancora limitate, un suo inquadramento in rapporto all'arte dell'antichità (in particolare greco-romana). 
Alla frenesia etrusca sono ascrivibili anche alcune conseguenze positive, almeno nella misura in cui essa, come avvenne con Carlo Denina, fu foriera di una visione più ampia della storia dell'Italia antica, e di forme di ripensamento, in un quadro storico più articolato, in cui potevano trovare spazio anche i contributi dei popoli italici autonomi dell'Italia pre-romana.

### Conseguenze museali
La mania etrusca ebbe importanti ripercussioni nella storia museale e dei beni culturali italiani: si deve al frenetico interesse dell'epoca la nascita di molte importanti collezioni, come il Museo dell'Accademia Etrusca e della città di Cortona, o la collezione privata di monsignor Mario Guarnacci (confluita poi nel Museo etrusco Guarnacci di Volterra), o le raccolte private senesi ora acquisite al Museo archeologico nazionale di Siena. Notevole fu anche l'arricchimento, con reperti etruschi, di cui beneficiarono collezioni già esistenti, come quelle del Granducato di Toscana.